# Veit Stoss

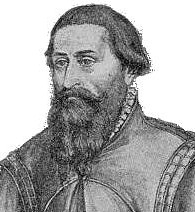
Veit Stoss.

Veit Stoss (em polonês: Wit Stwosz, Horb am Neckar, cerca de 1447 — Nuremberga, 20 de setembro de 1533) foi junto com Adam Kraft e Peter Vischer um dos mais importante escultores do estilo gótico tardio da Alemanha.

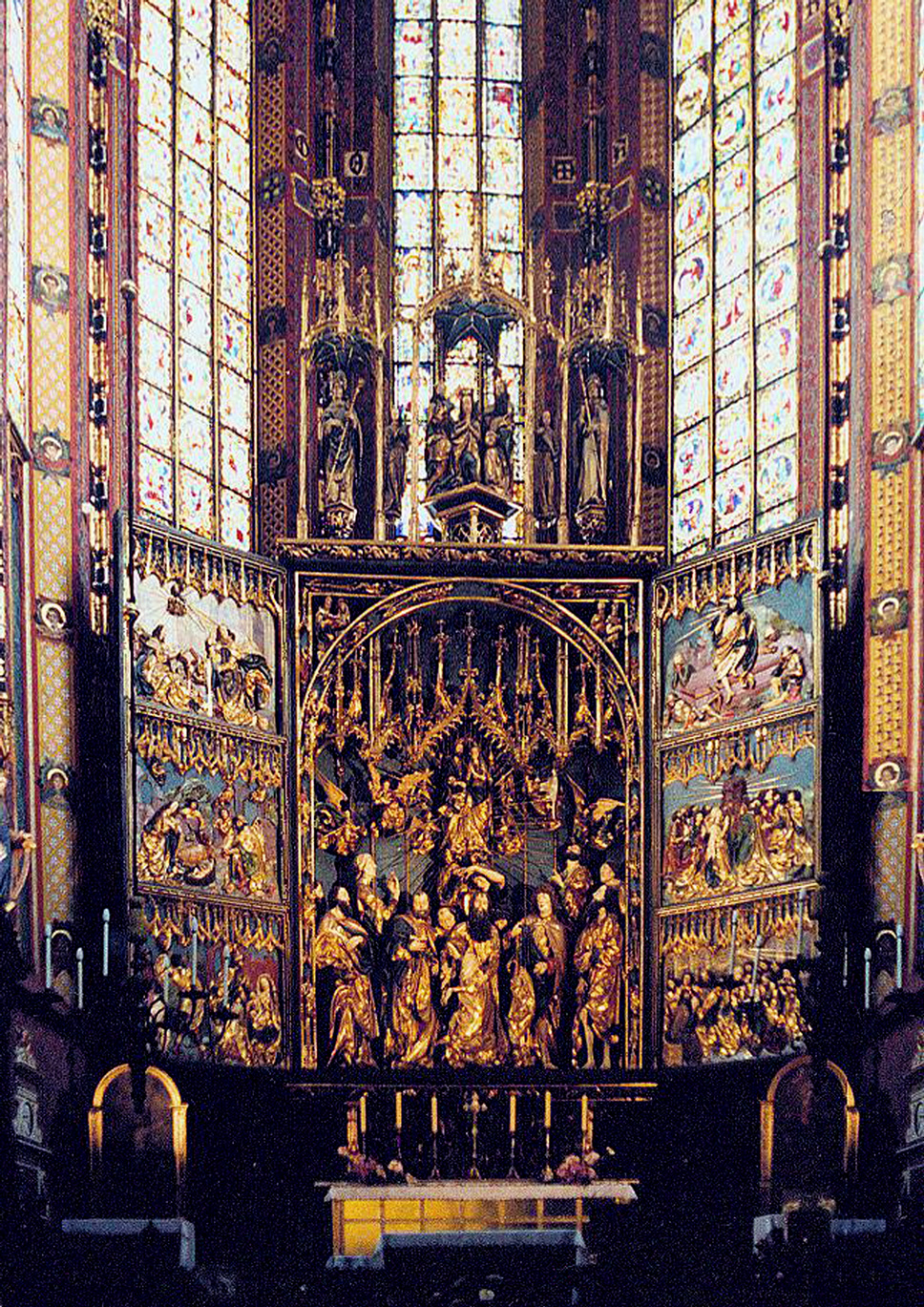
Retábulo de Veit Stoss.

Depois de concluir seus anos de viagem como artesão estagiou em Nuremberga entre 1443 e 1447. No mesmo ano dirigiu-se para a cidade polonesa Cracóvia onde construiu até 1484 o retábulo de Veit Stoss (em polonês: Ołtarz Wita Stwosza, em alemão: Krakauer Hochaltar) para a Basílica de Santa Maria. Voltou em 1496 para Nuremberga.
Algumas peças da obra de Stoss encontram-se no Museu Nacional Germânico em Nuremberga.